# Národní knihovna Srbska
Národní knihovna Srbska (srbsky Народна библиотека Србије/Narodna biblioteka Srbije) je hlavní knihovnou v Srbsku. Sídlí v Bělehradě, na Vračaru.

## Historie

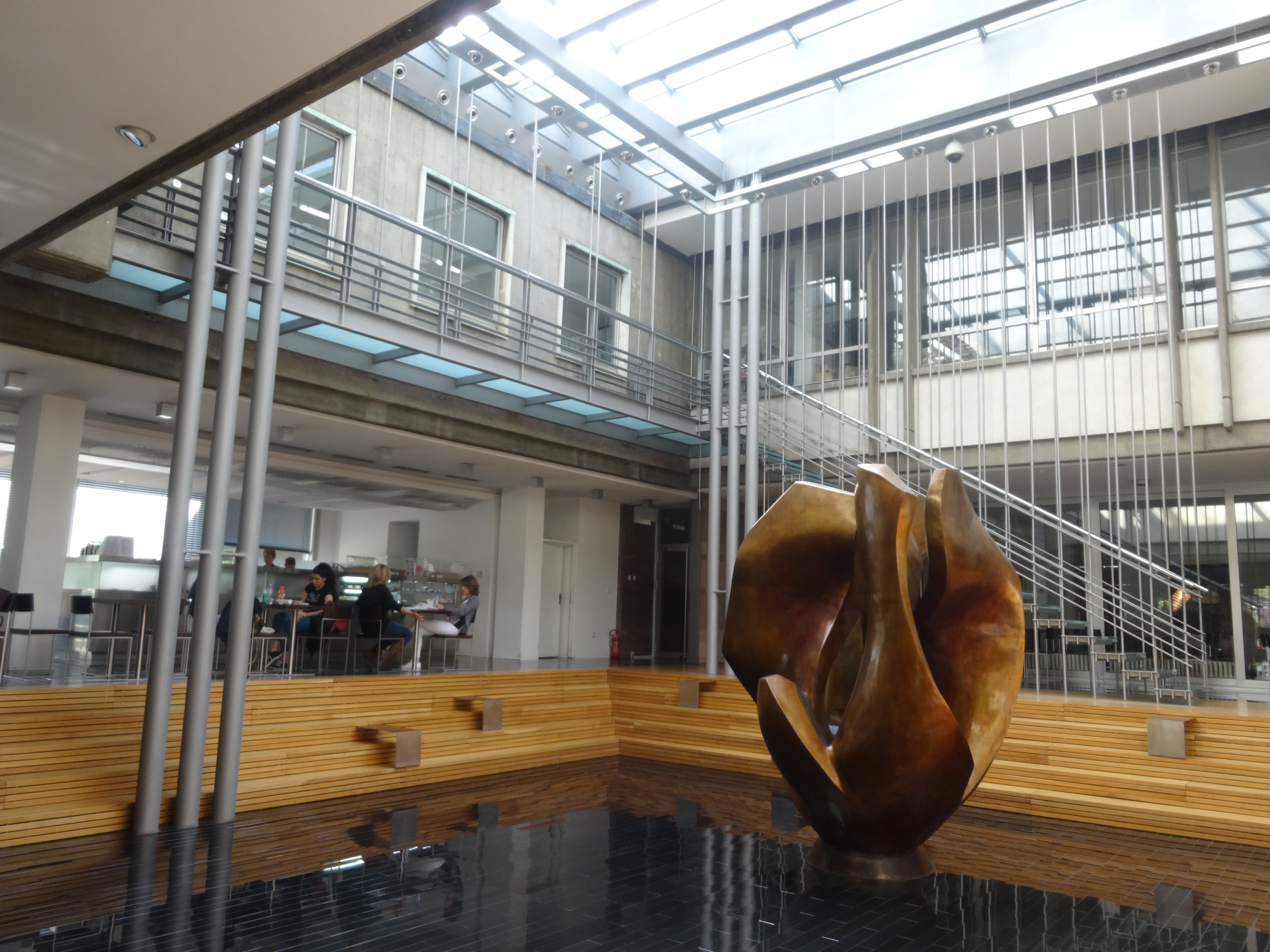
Interiér budovy knihovny.

Instituce národní knihovny byla v Srbsku založena v roce 1832 v knihovně Gligorije Vozaroviće. V první polovině 19. století byla většina obyvatel tehdejšího Srbska negramotná a neuměla číst; knižní fond byl velmi skromný a tvořily jej víceméně dary, které Vozarović získal, nebo které do knihovny vložil sám jako své knihy. V listopadu téhož roku vydal srbský kníže Milan dekret, na základě něhož musel být každý jeden výtisk každé knihy, která v Srbsku vyšla, darován knihovně. O rok později získala knihovna svého prvního knihovníka, který působil při Velké škole (předchůdci dnešní Bělehradské univerzity). V druhé polovině 19. století byla knihovna přemístěna do budovy Kapetana Miši, kde dnes sídlí rektorát Bělehradské univerzity. Během první světové války byla část knižního fondu rozmístěna po Bělehradě; některé knihy byly odvezeny do Niše a Kosovské Mitrovice. Jiné byly převezeny okupačním vojskem do Sofie.
V této budově zůstala knihovna až do roku 1920, kdy byla pro její potřeby odkoupena budova na Kosančićově venci. Na začátku dubnové války, kdy Jugoslávii obsadila vojska fašistických zemí, však byla tato budova při bombardování zničena. Knihovna tak přišla o rozsáhlý knižní fond, který obsahoval i středověké rukopisy z 12.–17. století, stejně jako spisy z dob turecké správy Balkánu.
V roce 1946 byla knihovna umístěna do budovy bývalého hotelu Srpska kruna (Srbská koruna) na konci Knez Mihailovy ulice, ke se dnes nachází bělehradská městská knihovna. Obnovu jugoslávské knihovny po druhé světové válce iniciovali také i mnozí spisovatelé, jako např. Milan Rakić, Miloš Crnjanski, Desanka Maksimović, Tihomir Đorđević a další.
V současné budově, která vznikla ve stylu jugoslávského brutalismu sídlí knihovna od roku 1973. Její výstavba byla zahájena roku 1965; rozhodnutí padlo při výročí 150 let prvního srbského povstání. Budova vznikla podle návrhu architekta Iva Kurtoviće. Otevřena byla dne 6. dubna 1973 na připomínku bombardování německým letectvem v roce 1941. Rekonstruována byla v roce 2011. Budova knihovny je památkově chráněná a byla vyobrazena i na některých jugoslávských bankovkách.